# حومه (فیلم ۱۹۹۹)
تأثیر صفر (به انگلیسی: The Suburbans) فیلمی محصول سال ۱۹۹۹ و به کارگردانی دونال لاردنر والد است. در این فیلم بازیگرانی همچون جنیفر لاو هیوت، دونال لاردنر والد، کریگ برکو، ویل فرل، تونی گوما، جری استیلر، بن استیلر، ایمی برنمن، بریجت ویلسون، پری ریوز، رابرت لوجا، دیوید لاشاپل، جی. جی. آبرامز و دیک کلارک ایفای نقش کرده‌اند.